# Åbergstjärnen (Lycksele socken, Lappland, 720358-160307)
Åbergstjärnen är en sjö i Lycksele kommun i Lappland och ingår i Umeälvens huvudavrinningsområde.